# Last Girl on Earth Tour
A Last Girl on Earth Tour Rihanna barbadosi énekesnő negyedik turnéja, mellyel Rated R című albumát népszerűsíti. A koncertkörútról 2009 decemberében az MTV News műsorában beszélt először: "Világkörüli koncert lesz, így elég sokáig fog tartani. Biztosan fellépünk a te városodban is, úgyhogy figyelj.". Pixie Lott, Tinchy Stryder és Tinie Tempah volt a nyitószám az európai szakasz során, őket Ke$ha és Travie McCoy váltotta az amerikai szakaszon.

## Előzenekarok
- Vitaa (Franciaország)
- Pixie Lott (Nagy-Britannia)
- Tinchy Stryder (London)
- Tinie Tempah (London)
- Houston Project (Izrael)
- Vegas (Görögország)
- Ke$ha (Észak-Amerika)
- Travie McCoy (Észak-Amerika)

## Dallista

### Információk
- A "Russian Roulette" nem került előadásra Izraelben, Görögországban, Törökországban és Spanyolországban.
- A "Photographs" az Arnhem-i koncert után lekerült a listáról.

## Együttes
- Rihanna (vezető vokál)
- Eric Smith (basszusgitár, az együttes vezetője)
- Nuno Bettencourt (vezető gitár)
- Adam Ross (gitár)
- Kevin Hastings (szintetizátor)
- Chris Johnson (dobok)
- Hanna Vasanth (szintetizátor)
- Ashleigh Haney (háttérvokál)
- Kimberly Ince (háttérvokál)

## Turné állomások
| Dátum               | Város             | Ország           | Helyszín                                  |
| ------------------- | ----------------- | ---------------- | ----------------------------------------- |
| Európa              |                   |                  |                                           |
| 2010. április 16.   | Antwerpen         | Belgium          | Sportpaleis                               |
| 2010. április 17.   | Arnhem            | Hollandia        | GelreDome                                 |
| 2010. április 19.   | Zürich            | Svájc            | Hallenstadion                             |
| 2010. április 20.   | Lyon              | Franciaország    | Halle Tony Garnier                        |
| 2010. április 21.   | Marseille         | Franciaország    | Le Dôme de Marseille                      |
| 2010. április 23.   | Frankfurt am Main | Németország      | Festhalle                                 |
| 2010. április 25.   | Oberhausen        | Németország      | König Pilsener Arena                      |
| 2010. április 27.   | Genf              | Svájc            | SEG Geneva Arena                          |
| 2010. április 28.   | Párizs            | Franciaország    | Palais Omnisports de Paris-Bercy          |
| 2010. május 1.      | Hamburg           | Németország      | O2 World Hamburg                          |
| 2010. május 2.      | Berlin            | Németország      | O2 World                                  |
| 2010. május 4.      | Esch-sur-Alzette  | Luxemburg        | Rockhal                                   |
| 2010. május 7.      | Birmingham        | Anglia           | LG Arena                                  |
| 2010. május 8.      | Liverpool         | Anglia           | Echo Arena                                |
| 2010. május 10.     | London            | Anglia           | The O2                                    |
| 2010. május 11.     | London            | Anglia           | The O2                                    |
| 2010. május 13.     | Sheffield         | Anglia           | Sheffield Arena                           |
| 2010. május 14.     | Nottingham        | Anglia           | Trent FM Arena Nottingham                 |
| 2010. május 16.     | Manchester        | Anglia           | Manchester Evening News Arena             |
| 2010. május 17.     | Newcastle         | Anglia           | Metro Radio Arena                         |
| 2010. május 19.     | Glasgow           | Skócia           | Scottish Exhibition and Conference Centre |
| 2010. május 20.     | Glasgow           | Skócia           | Scottish Exhibition and Conference Centre |
| 2010. május 22.     | Dublin            | Írország         | The O2 Dublin                             |
| 2010. május 23.     | Bangor            | Wales            | Vaynol Estate                             |
| 2010. május 24.     | Belfast           | Észak-Írország   | Odyssey Arena                             |
| 2010. május 26.     | Dublin            | Írország         | The O2 Dublin                             |
| Ázsia               |                   |                  |                                           |
| 2010. május 30.     | Tel-Aviv          | Izrael           | Bloomfield Stadium                        |
| Európa              |                   |                  |                                           |
| 2010. június 1.     | Athén             | Görögország      | Karaiskakis Stadium                       |
| 2010. június 3.     | Isztambul         | Törökország      | Turkcell Kurucesme Arena                  |
| 2010. június 5.     | Madrid            | Spanyolország    | Arganda del Rey                           |
| 2010. június 6.     | London            | Anglia           | Wembley Stadium                           |
| Észak-Amerika       |                   |                  |                                           |
| 2010. július 4.     | Vancouver         | Kanada           | General Motors Place                      |
| 2010. július 5.     | Penticton         | Kanada           | South Okanagan Events Centre              |
| 2010. július 6.     | Calgary           | Kanada           | Pengrowth Saddledome                      |
| 2010. július 9.     | Sacramento        | Egyesült Államok | ARCO Arena                                |
| 2010. július 10.    | Mountain View     | Egyesült Államok | Shoreline Amphitheatre                    |
| 2010. július 14.    | Albuquerque       | Egyesült Államok | The Pavilion                              |
| 2010. július 17.    | Las Vegas         | Egyesült Államok | Mandalay Bay Events Center                |
| 2010. július 18.    | Anaheim           | Egyesült Államok | Honda Center                              |
| 2010. július 21.    | Los Angeles       | Egyesült Államok | Staples Center                            |
| 2010. július 22.    | Tucson            | Egyesült Államok | Anselmo Valencia Tori Amphitheater        |
| 2010. július 24.    | Laredo            | Egyesült Államok | Laredo Energy Arena                       |
| 2010. július 25.    | San Antonio       | Egyesült Államok | AT&T Center                               |
| 2010. július 28.    | Atlanta           | Egyesült Államok | Philips Arena                             |
| 2010. július 30.    | Tampa             | Egyesült Államok | 1-800-ASK-GARY Amphitheatre               |
| 2010. július 31.    | Miami             | Egyesült Államok | American Airlines Arena                   |
| 2010. augusztus 5.  | Toronto           | Kanada           | Molson Amphitheatre                       |
| 2010. augusztus 7.  | Montréal          | Kanada           | Bell Centre                               |
| 2010. augusztus 8.  | Mansfield         | Egyesült Államok | Comcast Center                            |
| 2010. augusztus 11. | Uncasville        | Egyesült Államok | Mohegan Sun Arena                         |
| 2010. augusztus 12. | New York          | Egyesült Államok | Madison Square Garden                     |
| 2010. augusztus 14. | Atlantic City     | Egyesült Államok | Borgata Events Center                     |
| 2010. augusztus 15. | Wantagh           | Egyesült Államok | Nikon at Jones Beach Theater              |
| 2010. augusztus 18. | Camden            | Egyesült Államok | Susquehanna Bank Center                   |
| 2010. augusztus 20. | Bristow           | Egyesült Államok | Jiffy Lube Live                           |
| 2010. augusztus 21. | Hershey           | Egyesült Államok | The Star Pavilion at Hersheypark Stadium  |
| 2010. augusztus 22. | Clarkston         | Egyesült Államok | DTE Energy Music Theatre                  |
| 2010. augusztus 25. | Chicago           | Egyesült Államok | United Center                             |
| 2010. augusztus 28. | Syracuse          | Egyesült Államok | Mohegan Sun Grandstand                    |
| Ausztrália          |                   |                  |                                           |
| 2011. február 25.   | Brisbane          | Ausztrália       | Brisbane Entertainment Centre             |
| 2011. február 28.   | Newcastle         | Ausztrália       | Newcastle Entertainment Centre            |
| 2011. március 4.    | Sydney            | Ausztrália       | Acer Arena                                |
| 2011. március 7.    | Melbourne         | Ausztrália       | Rod Laver Arena                           |
| 2011. március 10.   | Adelaide          | Ausztrália       | Adelaide Entertainment Centre             |
| 2011. március 12.   | Perth             | Ausztrália       | Burswood Dome                             |

## Fordítás
- Ez a szócikk részben vagy egészben  a   Last Girl on Earth Tour című angol Wikipédia-szócikk fordításán alapul.  Az eredeti cikk szerkesztőit annak laptörténete sorolja fel. Ez a jelzés csupán a megfogalmazás eredetét és a szerzői jogokat jelzi, nem szolgál a cikkben szereplő információk forrásmegjelöléseként.